# Ignite
Ignite er et fortælleformat, hvor mennesker får præcis fem minutter til at dele med publikum, hvad de brænder for. I løbet af de fem minutter vises 20 slides som baggrund – de skifter automatisk fire gange i minuttet, dvs. hver slide vises i 15 sekunder.
Til et Ignite-event kommer op mod 16 forskellige talere og emner. Ignite er et globalt fænomen, organiseret over hele verden af frivillige, og afholdt på forskellig vis i de enkelte lande. Den første Ignite blev holdt i 2006 i Seattle, Washington. Siden har det spredt sig til hele verden.
| Kunst og kultur | Spire Denne artikel om scenekunst og teater er en spire som bør udbygges. Du er velkommen til at hjælpe Wikipedia ved at udvide den. |